# استیکهاوس
استیک‌هاوس (انگلیسی: Steakhouse) رستورانی است مخصوص استیک و گوشت دنده. استیک‌هاوس‌های امروزی برش‌های دیگری از گوشت همچون ماکیان،  گوشت گوساله، ماهی، و خوراک دریایی را نیز ارائه می‌دهند. 

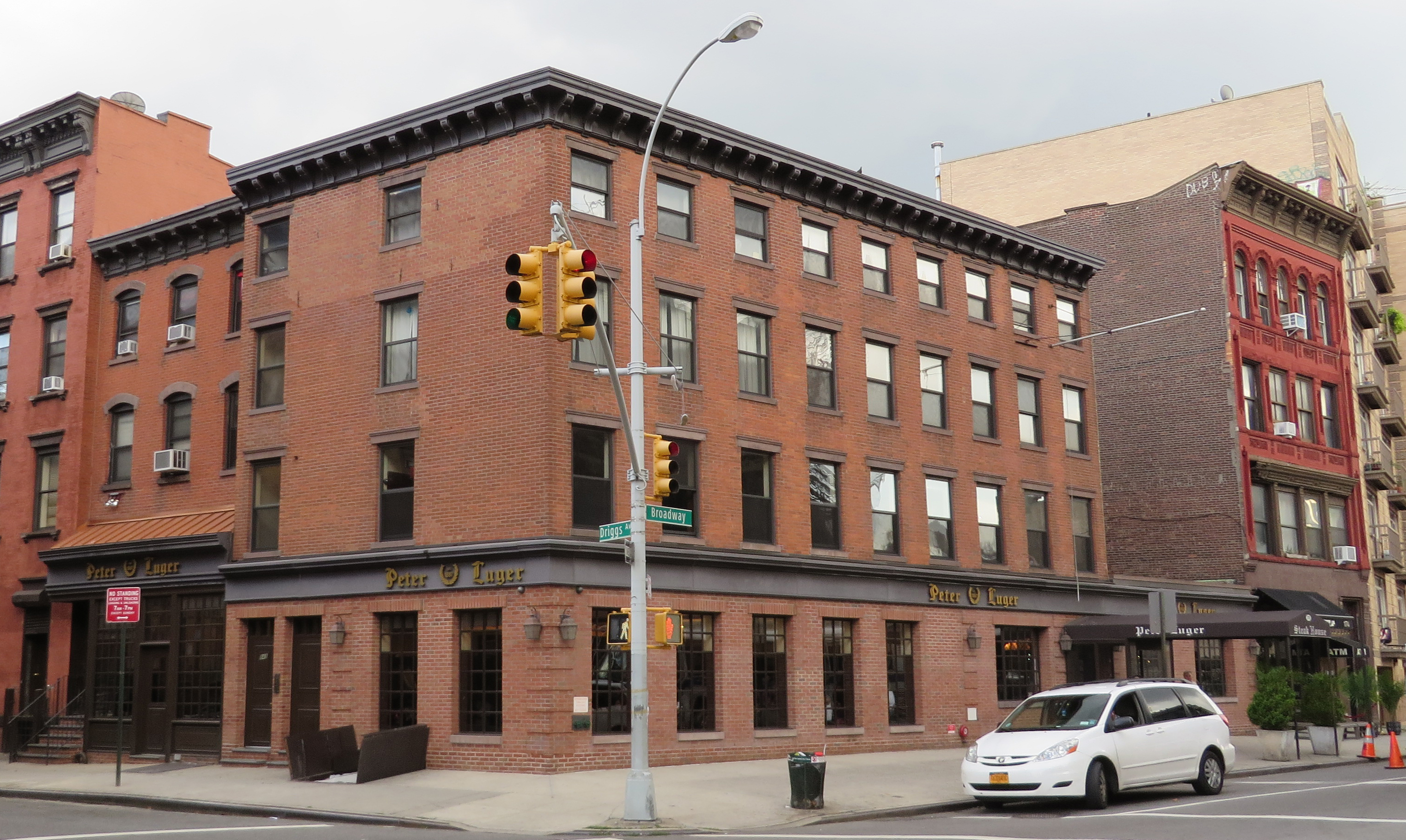
استیکهاوس پیتر لوگر در بروکلین